# Gazeta Petersburska
Gazeta Petersburska – miesięcznik, wydawany przez Stowarzyszenie Kulturalno-Oświatowe „Polonia” imienia Adama Mickiewicza w Sankt Petersburgu. Ukazuje się w dwóch językach: po polsku i po rosyjsku. Na łamach czasopisma gościli już Krzysztof Penderecki, Mariusz Wilk, Jerzy Czech, Janusz Leon Wiśniewski, Krzysztof Zanussi i inni.
Pierwszy numer Gazety Petersburskiej ukazał się w grudniu 1998 roku i w całości, jako że to był rok Mickiewiczowski, poświęcony został Mickiewiczowi i jego pobytom w Petersburgu.